# 哈瓦利吉派
哈瓦利吉派（阿拉伯语： al-Khawārij，另译哈瓦立及派、哈里哲派、分離派）是伊斯兰教最早出现的宗教政治派别，最早见于穆罕默德去世后爆發的第一次伊斯蘭內戰。该次领导危机最后演化为反抗阿里政权的叛乱，当时他同意与穆阿威叶一世停战，依照《古兰经》就哈里發國的继承权问题作出裁决。后因不满裁决结果，哈瓦利吉派刺杀了阿里，并且在接下来的数百年内，哈瓦利吉派都是哈里发国的叛乱根源。
哈瓦利吉派認為「唯有真主能做出判斷」，因而反對運用裁决作為決定新哈里發的手段。他們認為裁决是由凡人來做出決定，而戰場上的勝利者才是真主的選擇。他們認為任何穆斯林，就算不是古萊什部族甚至不是阿拉伯人，只要具備完善的道德，也能成為社群的領導人伊瑪目。假使領導人墮落了，穆斯林就有責任起而反對並將其推翻。
一部份哈瓦利吉派逐漸發展出有別於主流遜尼派和什葉派穆斯林的教條，尤其是採用一種激進的方式對待 takfir —— 即被判定是變節者和不信阿拉者。